# الأكسدة الميكروبية للكبريت
الأكسدة الميكروبية للكبريت هي أكسدة الكبريت بواسطة الكائنات الحية الدقيقة لبناء مكوناتها الهيكلية. أكسدة المركبات اللاعضوية هي الاستراتيجية الأهم المستخدمة من قبل الكائنات الحية الدقيقة جمادية التغذية الكيميائية للحصول على الطاقة من أجل البقاء على قيد الحياة والنمو والتكاثر. يمكن أكسدة بعض الأشكال اللاعضوية للكبريت المختزل، وخاصة الكبريتيد (H2S/HS-) وعنصر الكبريت (S0)، من قبل بدائيات النوى جمادية التغذية الكيميائية المؤكسِدة للكبريت، وعادة ما يقترن ذلك باختزال الأكسجين (O2) أو النترات (NO3-). تشمل مؤكسدات الكبريت اللاهوائية الكائنات ذاتية التغذية الجمادية الضوئية التي تحصل على طاقتها من أشعة الشمس وعلى الهيدروجين من الكبريتيد وعلى الكربون من ثنائي أكسيد الكربون (CO2).
تكون معظم مؤكسدات الكبريت من ذاتيات التغذية التي تستطيع استخدام أنواع الكبريت المختزل باعتبارها مانحات للإلكترونات لتثبيت ثنائي أكسيد الكربون. تعد الأكسدة الميكروبية للكبريت حلقة مهمة في الدورة البيوجيوكيميائية للكبريت في البيئات التي تستضيف أنواعًا وفيرة من الكبريت المختزل وتركيزات منخفضة من الأكسجين، مثل الرواسب البحرية ومناطق الحد الأنى من الأكسجين والأنظمة الحرمائية.

## البيئيات
تعتبر أكسدة كبريتيد الهيدروجين واحدة من أهم العمليات في البيئة، لأن المحيطات كانت تتسم بانخفاض شديد في الأكسجين ونسب عالية من الكبريتيد خلال معظم تاريخ الأرض. الأنظمة البيئية التناظرية الحديثة هي أحواض بحرية عميقة، في البحر الأسود مثلًا، بالقرب من خندق كارياكو وحوض سانتا باربرا. المناطق الأخرى من المحيط التي تتسم بنقص الأكسجين وارتفاع الكبريتيد بشكل دوري هي مناطق التيارات الصاعدة قبالة سواحل شيلي وناميبيا، والفوهات الحرمائية، التي تعد مصدرًا رئيسًا لكبريتيد الهيدروجين في المحيط. لذا فإن الكائنات الحية الدقيقة المؤكسِدة للكبريت توجد فقط في طبقات الرواسب العليا في هذه البيئات، حيث يتوفر الأكسجين والنترات. يمكن أن تسهم الكائنات الحية الدقيقة المؤكسدة للكبريت بشكل مهم في عزل الكربون لكن الأمر غير مدروس، لأن بعض النماذج والتجارب على متقلبات غاما أشارت إلى أن تثبيت الكربون المعتمد على الكبريت في الرواسب البحرية يمكن أن يكون مسؤولًا عما يقارب نصف إجمالي تثبيت الكربون الداكن في المحيطات. ربما كانت تلك الكائنات أساسية لتطور الكائنات الحية حقيقية النواة، إذ من الممكن أن يؤدي استقلاب الكبريت إلى تكوين العلاقات التكافلية التي حافظت على هذه الكائنات.
على الرغم من أن الأكسدة البيولوجية لمركبات الكبريت المختزلة تتنافس مع التفاعلات الكيميائية اللاأحيائية (مثل أكسدة الكبريتيد بوساطة الحديد إلى كبريتيد الحديد (FeS) أو البيريت (FeS2))، فإن الاعتبارات الديناميكية الحرارية والحركية تشير إلى تفوق الأكسدة البيولوجية على الأكسدة الكيميائية للكبريتيد في معظم البيئات. تشير البيانات التجريبية من التجارب على الكائن الحي اللاهوائي ضوئي التغذية كلوروباكيولوم تيبيديوم إلى أن الكائنات الحية الدقيقة تزيد أكسدة الكبريتيد ثلاث أضعاف أو أكثر. مع ذلك، فإن المساهمة العامة للكائنات الحية الدقيقة في أكسدة الكبريت الكلية في الرواسب البحرية ما زالت مجهولة. توجد الكائنات الحية الدقيقة المؤكسدة للكبريت من الأنواع متقلبات ألفا ومتقلبات غاما وكامبيلوباكتيروتا بشكل وسطي بما يعادل 108 خلية/م3 في الرواسب البحرية الغنية بالمواد العضوية. ولأن هذه الكائنات لديها نطاق ضيق جدًا من الموائل، قد تكون هذه المجموعات مسؤولة عن جزء كبير من أكسدة الكبريت في الكثير من الرواسب البحرية.
نظرًا إلى أن التركيزات القصوى للأكسجين والنترات والكبريتيد عادة منفصلة في مقاطع الأعماق، فإن الكثير من الكائنات الحية الدقيقة المؤكسدة للكبريت لا يمكنها الوصول مباشرة إلى مصادر الهيدروجين أو الإلكترون (أنواع الكبريت المختزل) ومصادر الطاقة (الأكسجين أو النترات) في الوقت ذاته. بسبب هذه المحدودية، طورت الكائنات الحية الدقيقة المؤكسدة للكبريت تكيفات مورفولوجية مختلفة. استُخدمت بكتيريا الكبريت الكبيرة من عائلة بيجياتويا (متقلبات غاما) باعتبارها كائنات حية نموذجية لأكسدة الكبريت القاعي. تُعرف باسم «الكائنات الحية المتدرجة» وتشير التسمية إلى وجود نقص الأكسجين وزيادة الكبريتيد (تركيز عالي لأنواع الكبريت المختزل). تخزن داخليًا كميات كبيرة من النترات وعنصر الكبريت لمواجهة الفجوة المكانية بين الأكسجين والكبريتيد. يمكن أن تكون بعض متفلبات غاماا خيطية وبالتالي يمكنها أن تنزلق بين البيئات الأكسجينية/قليلة الأكسجين والكبريتيدية، في حين تعتمد الأنواع غير المتحركة على معلقات المغذيات أو التدفقات أو تلتصق بجزيئات أكبر. بعض أنواع بكتيريا الكبريت الكبيرة البحرية الساكنة هي البكتيريا الوحيدة المعروفة التي تعيش بحرية والتي لها مساران لتثبيت الكربون: حلقة كالفن-بينسن (التي تستخدمها النباتات والكائنات الحية الضوئية الأخرى) ودورة الحموض ثلاثية الكربوكسيل العكسية.
أحد الاستراتيجيات التطورية الأخرى للكائنات الحية الدقيقة المؤكسدة للكبريت هي الشراكة مع كائنات متحركة حقيقية النوى. يوفر الكائن الحي الدقيق التكافلي المؤكسد للكبريت الكربون، وفي بعض الحالات، النيتروجين المتوافر حيويًا للمضيف، ويحصل على الموارد والمأوى في المقابل. تطور نمط الحياة هذا بشكل مستقل في الهدبيات وقليلات الأشواك والديدان الأسطوانية والديدان المسطحة وذوات الصدفتين وتعيش كلها في الرواسب. اكتُشفت في الآونة الأخيرة آلية جديدة لأكسدة الكبريت في البكتيريا الخيطية. سُميت أكسدة الكبريت الكهربية، وتتضمن تكوين جسور متعددة الخلايا تربط أكسدة الكبريتيد في طبقات الرواسب منقوصة الأكسجين مع تقليل الأكسجين أو النترات في الرواسب السطحية المؤكسَدة، وتوليد تيارات كهربائية على مسافات من مرتبة السنتيمتر. تنتشر ببكتيريا الكبل على نطاق واسع في الرواسب البحرية الضحلة، ويُعتقد أنها موصلة للإلكترونات من خلال هياكل موجودة داخل جبلة محيطية مشتركة من الخيوط متعددة الخلايا، وهي عملية قد تؤثر على تدوير العناصر في أسطح الرواسب المائية، عن طريق تغيير أنواع الحديد. يبدو أن بكتيريا الكبريت الكبيرة وبكتيريا الكبل تقتصر على الرواسب الرائقة ذات الظروف الهيدروديناميكية المستقرة، في حين عُثر على الكائنات الحية الدقيقة التكافلية المؤكسدة للكبريت ومضيفيها بشكل رئيسي في الرواسب الساحلية النفاذية.